# Symphurus chabanaudi
Symphurus chabanaudi is een  straalvinnige vissensoort uit de familie van hondstongen (Cynoglossidae). De wetenschappelijke naam van de soort is voor het eerst geldig gepubliceerd in 1990 door Mahadeva & Munroe.
De soort staat op de Rode Lijst van de IUCN als niet bedreigd, beoordelingsjaar 2008.